# XXII Дейотаров легион
XXII Дейотаров легион (Legio XXII Deiotariana) e римски легион.
Сформиран е през 47 пр.н.е. от Дейотар. Съществува до около 135 г. Емблемата му е неизвестна.
Сформиран е от Дейотар (Deiotaros Philorhomaios; 105-40), крал на толистобоите и тетрарх в Галатия.
Участва 47 пр.н.е. с командир Гай Юлий Цезар в битката при Зела и побеждава Фарнак II на 20 май 47 пр.н.е.
През гражданската война между Марк Антоний и Октавиан Август легионът с командир Луций Пинарий Скарп се бие първо на страната на Марк Антоний.
През 25 пр.н.е. Галатия става римска провинция и легионът преминава към римската войска и получава официалното име Legio XXII Deiotariana. Август измества легиона в Египет, където е през 8 пр.н.е. в Александрия.
От 7/9 г. легионът е на квартира в легионския лагер Nikopolis в Долен Египет, където през 35 г. е стациониран заедно с III Киренайски легион.
Една част от легиона е изместена на Райн през 39 г. от Калигула за германския му поход.
През 63 г. части на легиона участват с командир Гней Домиций Корбулон в похода против партите.
През Първата юдейска война (66–70) XXII Дейотаров легион и III Киренайски легион са изпратени в Александрия, където потушават въстаналите евреи.
През 70 г. част от около 2000 души от XXII Дейотаров легион и III Киренайски легион с командир Гай Етерний Фронтон са изпратени за потушаване на въстанието в Юдея.
Според някои учени по време на юдейското въстание на Симон Бар Кохба (132–136) част от легиона през 126/127 г. е изпратен заедно с II Безстрашен Траянов легион в Юдея за потушаване на въстанието. Легионът е разгромен.
Вероятно легионът е разформиран през 121/122 г. в Александрия. Най-късно от 145 г. легионът не е в списъците.